# Hans Henrik Hvoslef

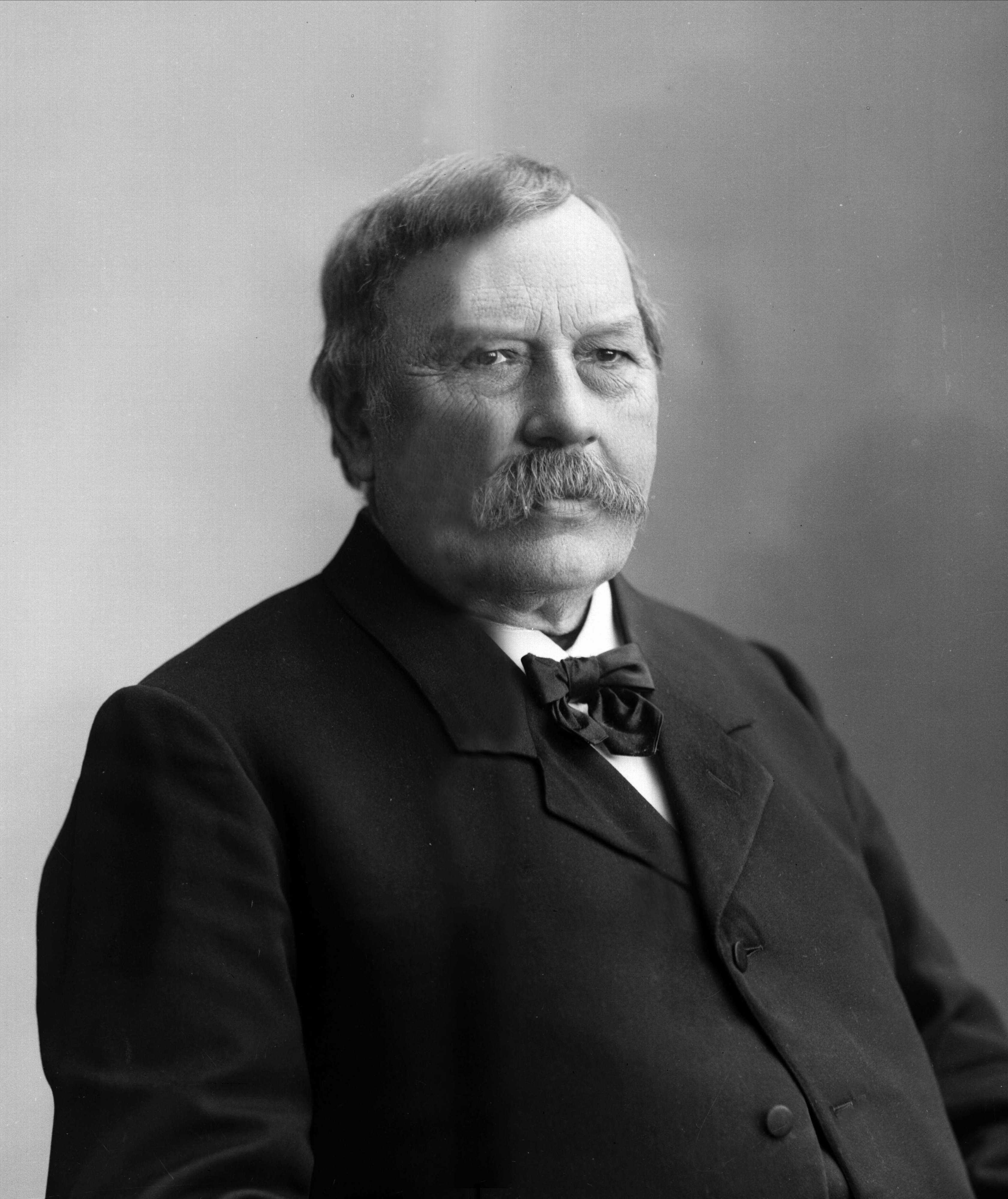
Hvoslef, foto: Gustav Borgen

Hans Henrik Hvoslef, född den 22 oktober 1831 i Drammen, död den 15 oktober 1911, var en norsk apotekare och kemist. 
Hvoslef tog apotekarexamen 1852, studerade senare farmaci och kemi i Göttingen under professor Wöhler och erhöll där den filosofiska doktorsgraden på en avhandling om fosformetaller. Han arbetade därefter vid universitetets kemiska laboratorium under professor Strecker och var 1860–61 anställd som docent i kemi vid universitetet och 1862–67 som förste amanuens. Sistnämnda år öppnade han apoteket Nordstjernen i den norska huvudstaden. 
Hvoslef var under en följd av år medlem av den farmaceutiska examenskommissionen och höll som sådan föreläsningar i farmaci vid universitetet. Han fungerade som departementets kemiske konsulent och satt i en rad kommissioner och kommittéer, bland annat för behandling av tullfrågor och för utarbetande av den norska farmakopén (2–4 utgåvan). Hvoslef var 1858 med om att stifta den Farmaceutiske Forening, vars förste ordförande han var. Likaledes deltog han i grundandet av den Norske Apotekerforening.